# Brygada Kawalerii „Równe”
Brygada Kawalerii "Równe" – wielka jednostka kawalerii Wojska Polskiego II RP.
Powstała w wyniku reorganizacji jednostek kawalerii w latach 30. XX w. na bazie 2 Samodzielnej Brygady Kawalerii. Sztab brygady stacjonował w Równem.
1 kwietnia 1937 roku Brygada Kawalerii „Równe” przemianowana została na Wołyńską Brygadę Kawalerii.

## Ordre de Bataille
- dowództwo
- 19 pułk Ułanów Wołyńskich
- 21 pułk Ułanów Nadwiślańskich
- 8 szwadron samochodów pancernych